# Gertrude Abercrombie
Gertrude Abercrombie (n. 17 februarie 1909, Austin, Texas, SUA – d. 3 iulie 1977, Chicago, Illinois, SUA) a fost o pictoriță americană suprarealistă. A fost prietenă cu muzicieni de jazz, precum Dizzy Gillespie, Charlie Parker și Sarah Vaughan, a căror muzică a servit ca sursă de inspirație pentru picturile sale.